# Фридрих-Вилхелм-Либке-Ког
Фридрих-Вилхелм-Либке-Ког (њем. Friedrich-Wilhelm-Lübke-Koog) општина је у њемачкој савезној држави Шлезвиг-Холштајн. Једно је од 132 општинска средишта округа Нордфризланд. Према процјени из 2010. у општини је живјело 161 становника. Посједује регионалну шифру (AGS) 1054034.

## Географски и демографски подаци
Фридрих-Вилхелм-Либке-Ког се налази у савезној држави Шлезвиг-Холштајн у округу Нордфризланд. Општина се налази на надморској висини од 1 метара. Површина општине износи 13,5 km². У самом мјесту је, према процјени из 2010. године, живјело 161 становника. Просјечна густина становништва износи 12 становника/km².